# Palmeirina
Palmeirina é um município brasileiro do estado de Pernambuco.

## História
A atual cidade de Palmeirina surgiu da povoação de Palmeira, que, inicialmente, pertencia ao município de Canhotinho. Os primeiros sinais de progresso surgiram quando o comerciante José Caetano de Moraes construiu a primeira casa residencial, dando origem, mais tarde, ao povoado.
Foi elevada a distrito pela Lei estadual nº 991, de 1 de setembro de 1909. A 11 de setembro de 1928, Palmeira tornou-se município autônomo. A 6 de junho de 1931, a sede do município foi transferida para a povoação de Angelim e Palmeira foi rebaixada à condição de distrito.
A 31 de dezembro de 1943, o distrito de Palmeira mudou o nome para Palmeirina e, a 31 de dezembro de 1948, tornou-se município autônomo, desmembrado do município de Angelim.
Anualmente, no dia 31 de dezembro Palmerina comemora a sua emancipação política.
Sua padroeira é Nossa Senhora da Conceição.

## Geografia
Localiza-se a uma latitude 09º00'16" sul e a uma longitude 36º19'33" oeste, estando a uma altitude de 531 metros. Sua população estimada em 2004 era de 10.164 .
Em 2022, a população era de 7.031 habitantes e a densidade demográfica era de 41,65 habitantes por quilômetro quadrado. Na comparação com outros municípios do estado, ficava nas posições 176 e 138 de 185. Já na comparação com municípios de todo o país, ficava nas posições 3641 e 1771 de 5570. (IBGE, 2023)
Localização: Distante 240 km (via Garanhuns) 241 km (via Palmares) da capital, Recife. Está situada na Mesorregião do Agreste Pernambucano, Microrregião de Garanhuns  
Limites: Ao norte com São João e Angelim, ao sul com Correntes e estado de Alagoas, a leste com Canhotinho e a oeste com Garanhuns. Possui uma área total de 168,796 km².
Escolarização 6 a 14 anos: 94%

## Economia
Tem como atividade econômica a agricultura (mandioca, feijão, banana e castanha de caju) e pecuária (leite).

## Linha do Tempo Administrativo

###### 2020 (Atual)
- Prefeita: Delegada Thatianne Pinto Macedo Lima
- Número: 77
- Vice-prefeito: Francisco do Sindicato

###### 2012
- Prefeito: JOSE RENATO SARMENTO DE MELO
- Número: 15
- Partido: PMDB - PARTIDO DO MOVIMENTO DEMOCRÁTICO BRASILEIRO
- Coligação: PALMEIRINA RESPONSABILIDADE DE TODOS (PT - PTB - PMDB - DEM - PP - PSDB - PR - PRP - PMN)
- Vice-prefeito: ELIANE DE MORAIS E SILVA
- Total de Votos: 2.461

###### 2008
- Prefeito: SEVERINO EUDSON CATAO FERREIRA
- Número: 40
- Partido: PSB - PARTIDO SOCIALISTA BRASILEIRO
- Coligação: O TRABALHO CONTINUA (PTB - PSB - PP - PR - PPS)
- Vice-prefeito: ANTONIO VICENTE DA SILVA
- Total de Votos: 2.460

###### 2004
- Prefeito: SEVERINO EUDSON CATÃO FERREIRA
- Número: 14
- Partido: PTB - PARTIDO TRABALHISTA BRASILEIRO
- Coligação: UPR - UNIR PARA RECONSTRUIR (PT - PTB - PL - PMDB)
- Vice-prefeito: CARLOS TAVARES BERNARDO
- Total de Votos:2.572

###### 2000
- Prefeito: CARLOS ALBERTO TIMÓTEO DA SILVA
- Número: 25
- Partido: PFL - PARTIDO DA FRENTE LIBERAL
- Coligação: UNIÃO POR PALMEIRINA (PSDB - PFL - PL)
- Vice-prefeito: VALDOMIRO FLORENCIO DE SOUZA
- Total de Votos: 2.423

###### 1996
- Prefeito: CARLOS TAVARES BERNARDO
- Vice-prefeito: Valdomiro Cavalcante da Silva
- Número: 25
- Partido: PFL - PARTIDO DA FRENTE LIBERAL
- Total de Votos:2.255

###### 1992
- Prefeito: ANTONIO VICENTE DA SILVA
- Número:52
- Partido: PST - PARTIDO SOCIAL TRABALHISTA
- Total de Votos: 2.166

###### 1988
- Prefeito: CARLOS TAVARES BERNARDO
- Número: 22
- Partido: PL - PARTIDO LIBERAL
- Vice-prefeito: CARLOS ROGÉRIO DANTAS CATÃO
- Total de Votos: 1.962